# Saint-Fiel
Saint-Fiel é uma comuna francesa na região administrativa da Nova Aquitânia, no departamento de Creuse. Estende-se por uma área de 16,72 km². Em 2010 a comuna tinha 1 062 habitantes (densidade: 63,5 hab./km²).